# Clitophon (Plato)
De Clitophon (Oudgrieks: Κλειτοφῶν, Kleitophōn) is een korte, aan Plato toegeschreven dialoog, waarvan de authenticiteit betwist is.

## Deelnemers aan het gesprek
Aan het woord is in het begin even Socrates, daarna alleen nog maar Kleitophōn.

## Inhoud
Socrates spreekt tegen Kleitophōn en zegt vernomen te hebben dat deze negatief over hem gesproken heeft. Kleitophōn antwoordt dat dat maar gedeeltelijk waar is. Hij heeft Socrates zeer geprezen om zijn betogen, die voortreffelijk zijn als aansporing tot goed gedrag, maar hij heeft ook aangegeven dat er iets aan ontbreekt: de methode om deze aansporing in praktijk te kunnen brengen. Kleitophōn heeft her en der rond gevraagd, maar niemand kon hem een bevredigend antwoord geven. Dus, Socrates, je laadt de verdenking op je slechts in staat te zijn de lof te zingen van de rechtvaardigheid, zonder er meer van te weten. Of het is zo, dat je het wel weet, maar dat je het voor je houdt.

## Beoordeling
Men heeft vaak gezegd dat de Clitophon onvoltooid was: ten eerste omdat dit werk slechts vier pagina's bevat, ten tweede omdat elke repliek van Socrates op de verwoorde kritiek ontbreekt. Maar ook los daarvan hebben velen in de Clitophon geen authentiek werk van Plato willen zien. Afwijkend in vergelijking met het authentieke werk van Plato is bijvoorbeeld dat er gesproken wordt over Socrates' toespraken, daar waar hij elders van zichzelf zegt niet in staat te zijn om, gelijk de Sofisten, lange redevoeringen te houden. Verder schrijft Kleitophōn aan Socrates de opvatting toe (410a), dat je vijanden benadelen rechtvaardig is, om er dan aan toe te voegen: terwijl later is gebleken dat de rechtvaardige nooit iemand zal benadelen. (Wij kennen uit Plato's overige werk slechts Socrates' opvatting dat het nooit rechtvaardig kan zien wie dan ook te benadelen).
Paul Shorey was in 1933 al van mening dat de secundaire literatuur over de Clitophon in geen verhouding staat tot het belang van dit werk.
S.R. Slings daarentegen helt in zijn gedegen studie over tot de opvatting dat de Clitophon authentiek is. Aangevallen wordt niet Socrates, zo betoogt Slings, maar bepaalde 'Socratische geschriften'. Datgene wat in de Clitophon Socrates in de mond wordt gelegd, moet worden gezien als een parodie op gangbare opvattingen uit de protreptische literatuur van Plato's tijd.
Het doel van de Clitophon is aan te geven dat dit soort filosofische aansporingen geen nut hebben. Impliciet zou Plato daarmee aangeven dat de 'echte' Socratische methode, die van vraag en antwoord, de aangewezen weg is om kennis (van rechtvaardigheid) te verwerven.
- Gemeinsame Normdatei: 4284534-8
- Library of Congress Control Number: no2012062401
- Nationale Bibliotheek van Israël: 987007578856105171
- Système universitaire de documentation: 080096875
- Virtual International Authority File: 181825834